# 1989年梅竹賽
民國78年（1989年）己巳梅竹賽為第二十一屆國立清華大學與國立交通大學之間的梅竹賽，於該年3月4日至3月6日舉行，由國立交通大學主辦，國立清華大學協辦。
本屆賽事有12項正式賽，國立交通大學在桌球、棋藝、網球、棒球、女籃、男排6個項目獲得勝利，國立清華大學在羽球、橋藝、國辯、男籃、女排5個項目獲得勝利，足球項目雙方平手不計點。綜合賽事結果，國立交通大學以6比5取得本屆賽事總錦標。

## 賽事結果

### 正式賽
| 項目   | 比賽日期     | 勝隊 | 備註                         |
| ------ | ------------ | ---- | ---------------------------- |
| 桌球   | 1989年3月4日 | 交大 | 3：1，交大勝                 |
| 羽球   | 1989年3月4日 | 清大 | 3：2，清大勝                 |
| 橋藝   | 1989年3月5日 | 清大 | 64：56，清大勝               |
| 棋藝   | 1989年3月5日 | 交大 | 45：35，交大勝               |
| 網球   | 1989年3月5日 | 交大 | 4：1，交大勝                 |
| 棒球   | 1989年3月5日 | 交大 | 14：3，交大勝                |
| 國辯   | 1989年3月5日 | 清大 | 7：3，清大勝                 |
| 女籃   | 1989年3月5日 | 交大 | 32：30，交大勝               |
| 男籃   | 1989年3月5日 | 清大 | 54：48，清大勝               |
| 足球   | 1989年3月6日 |      | 0：0，平手，不記點           |
| 男排   | 1989年3月6日 | 交大 | 3：2，交大勝                 |
| 女排   | 1989年3月6日 | 清大 | 2：1，清大勝                 |
| 總錦標 |              | 交大 | 交大以6：5取得本屆賽事總錦標 |